# 卡普德纳克
卡普德纳克（法語：Capdenac，法語發音：[kapdənak]）是法国洛特省的一个市镇，位于该省东北部，属于菲雅克区。卡普德纳克历史上曾为这一地区的工业中心之一。

## 地理
卡普德纳克（44°34'51"N, 2°4'9"E）面积10.9 平方千米，位于法国奧克西塔尼大區洛特省，该省份为法国西南部内陆省份，北起顺时针与科雷兹省、康塔爾省、阿韦龙省、塔恩-加龙省、洛特-加龍省和多尔多涅省接壤。
与卡普德纳克接壤的市镇（或旧市镇、城区）包括：阿斯普里耶尔、卡普德纳克加尔、科斯和迪耶日、屈扎克、费塞勒、菲雅克、朗蒂亚克圣布莱斯、吕南。

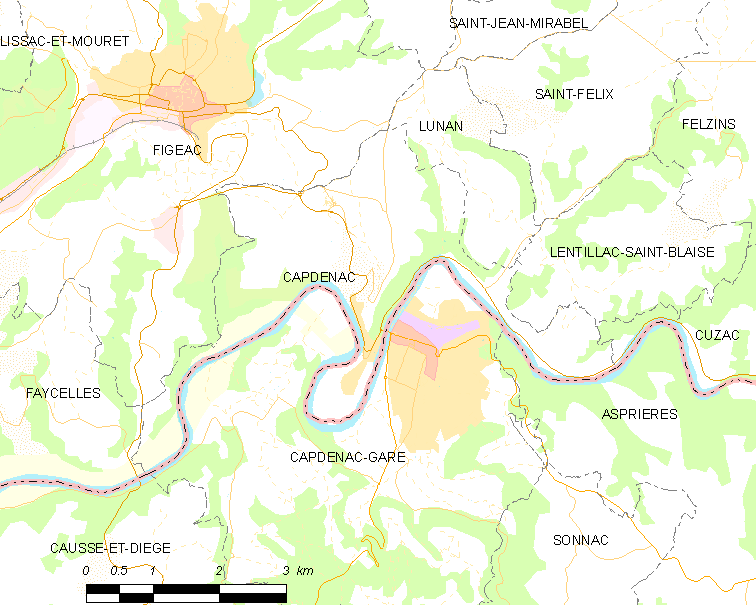
卡普德纳克的OSM定位图

卡普德纳克的时区为UTC+01:00、UTC+02:00（夏令时）。

## 行政
卡普德纳克的邮政编码为46100，INSEE市镇编码为46055。

## 政治
卡普德纳克所属的省级选区为菲雅克第二县。

## 人口

1962-2008年间卡普德纳克人口变化图示

卡普德纳克于2022年1月1日时的人口数量为1070人。